# Fantomas (1913/1914)
Fantomas ist ein fünfteiliges französisches Serial von Louis Feuillade aus den Jahren 1913/14 nach der Romanserie Fantômas von Pierre Souvestre und Marcel Allain. Léon Gaumont erwarb die Filmrechte im Jahr 1913 für 6000 Francs und beauftragte den künstlerischen Leiter Feuillade mit der Umsetzung.

## Handlung
Fantômas, der Meister des Verbrechens, terrorisiert Paris. Inspektor Juve und der Journalist Jérôme Fandor nehmen den Kampf gegen ihn auf.
| Teil | Deutscher Titel                         | Originaltitel                         | Erstaufführung     | Dauer  | Inhalt |
| ---- | --------------------------------------- | ------------------------------------- | ------------------ | ------ | --- |
| 1    | Fantomas I: Im Schatten der Guillotine  | Fantômas – À l'ombre de la guillotine | 5. Mai 1913        | 54 min | Wir erleben Fantômas erstmals bei der Arbeit, als er die Prinzessin Danidoff im Hotel beraubt und als Hotelboy verkleidet entkommt. Inspektor Juve nimmt die Verfolgung auf. Als er im Zusammenhang mit dem Verschwinden Lord Belthams einen Besuch bei Lady Beltham macht, kommt er auf die Spur des mysteriösen Gurn, in dessen abreisefertig aufgestapeltem Gepäck er die Leiche des Lords findet. Gurn wird als Fantômas identifiziert und verhaftet, doch Lady Beltham hat einen Fluchtplan. |
| 2    | Fantomas II: Juve gegen Fantomas        | Juve contre Fantômas                  | 12. September 1913 | 61 min | Nach Fantômas’ spektakulärer Flucht gibt es keinen Hinweis mehr auf seinen Verbleib. Als ein Dr. Chaleck den Fund einer unidentifizierbaren Frauenleiche meldet, bei der Lady Belthams Papiere gefunden wurden, verfolgen Juve und Fandor den obskuren Dr. und erfahren vom Plan eines spektakulären Eisenbahnraubs, den sie jedoch nicht verhindern können. Die Jagd beginnt erneut, zunächst geht es zu einem Weinhandel in Bercy, wo Fantômas’ Bande einen Hinterhalt gelegt hat, dann gelingt vorübergehend die Verhaftung des Meisterverbrechers, der durch einen Trick erneut entkommen kann. Juve überlebt den raffinierten Anschlag des ‚stummen Vollstreckers‘. Schließlich wird klar, dass Lady Beltham noch lebt und sich wohl regelmäßig in ihrer alten Villa mit Fantômas trifft. Die schnell angesetzte Razzia trifft Fantômas nicht unvorbereitet: Er zündet einen Sprengsatz; Juve, Fandor und alle Polizisten werden unter den Trümmern des Hauses begraben. |
| 3    | Fantomas III: Ein mörderischer Leichnam | Le mort qui tue                       | 28. November 1913  | 90 min | Der zu Unrecht des Mordes angeklagte und verhaftete Künstler Jacques Dollon wird im Gefängnis umgebracht, die Leiche gestohlen. Nun wird eine Reihe von Verbrechen begangen, die aufgrund der Fingerabdrücke dem Toten angelastet werden. Da Juve weiter verschollen bleibt, ermittelt Fandor auf eigene Faust weiter. Parallel werden die (buchstäblich) Pariser Unterwelt und ihre Verbindungen zu Fantômas geschildert. Ein bei Dollon durch seine Schwester gefundener Zettel gibt Aufschluss über die nächsten Schritte des Schurken, bringt Elisabeth Dollon aber in höchste Gefahr. |
| 4    | Fantomas IV: Fantomas gegen Fantomas    | Fantômas contre Fantômas              | 13. März 1914      | 59 min | Fantômas ist noch immer nicht hinter Gittern. Die Presse beschuldigt nun Kommissar Juve, selbst der Verbrecher zu sein. Unter dem Druck der Öffentlichkeit wird er tatsächlich verhaftet. Glücklich über den Sündenbock verhilft Fantômas Juve zur Flucht und entführt ihn. Während Fandor selbst recherchiert, erhält die ratlose Polizei Unterstützung (und nicht wenig Spott) vom amerikanischen Detektiv Tom Bob. |
| 5    | Fantomas V: Der falsche Ermittler       | Le faux magistrat                     | 8. Mai 1914        | 70 min | Fantômas, der sich im Gefängnis von Löwen befindet, wird dort von Inspektor Juve befreit. Er soll in Frankreich wieder festgenommen werden, entkommt aber seinen Beobachtern. In einem Zug trifft er auf einen Ermittler. Nachdem er diesen getötet hat, schlüpft er in dessen Rolle. |

## Wirkung

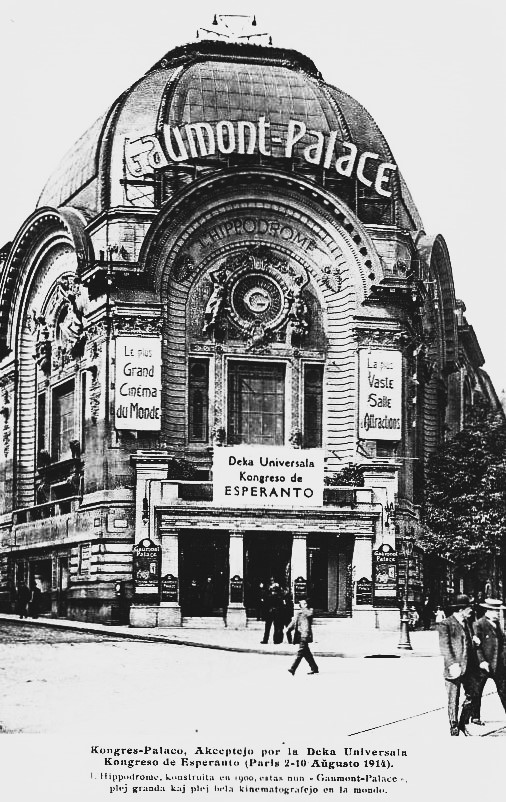
Uraufführungskino der Filme

Feuillades Verfilmung der Fantômas-Romane war ein sensationeller Erfolg. Wie die Zeitschrift Le Petit Journal schreibt, lockte der erste Teil Fantômas. A l’ombre de la guillotine 80.000 Kinobesucher in den Gaumont Palace (seinerzeit mit 3.400 Plätzen das größte Kino der Welt). Die Kritik führt dies teilweise auf die Popularität der sogenannten Bonnot-Bande zurück, einer Gruppe von Anarchisten, die in den Jahren 1911–1912 Frankreich und Belgien mit ihren spektakulären Raubüberfällen erschütterten und aufgrund ihrer modernen Ausrüstung (automatische Gewehre und Automobile) den Polizeikräften weit überlegen waren. Das technische Wettrüsten zwischen Fantômas’ Bande und der Pariser Sûreté (Überwachungstechniken, Biometrie, Einsatz von Fluchtwagen) spielt tatsächlich eine wesentliche Rolle in der Serie. Doch auch abstraktere Gründe für die Faszination, mit der die Serie rezipiert wurde, werden genannt: „Probably more to the point are the notions of crime as art and art as metaphysics that inspired such poets as Robert Desnos and Jacques Prévert, whereby cop and crook become periodically interchangeable and staid appearances deceive almost by definition, providing the early template for Feuillade’s master serials.“ Insbesondere das Verhältnis von Ordnungshüter zu Verbrecher bzw. Bürger mit seinen politischen Implikationen macht Feuillade so modern: „Inspektor Juve und der Anarchoverbrecher Fantômas sind das klassische Schizophrenenpaar von Staatsbürger und Privatmann. Der Journalist Fandor, der Gerechtigkeitsfanatiker mit dem Federkiel, fungiert als der paranoide Kleinbürger, um den der wilde Mummenschanz tobt.“

## DVD-Veröffentlichungen
USA:
- Fantômas. Kino International, 21. September 2010, Region 0/NTSC, 3 DVD, nur engl. Zwischentitel, 337 Minuten. Neu gemastert von guten 35-mm-Kopien. Extras: The Nativity (1910), The Dwarf (1912), Fotogalerie und eine zehnminütige Dokumentation „Louis Feuillade: Master of Many Forms“. Diese Edition soll die beste Bildqualität bieten.

GB:
- Fantômas. Artificial Eye, 20. Februar 2006, Region 2/PAL, 2 DVD, frz. Zwischentitel mit engl. Untertiteln, 335 Minuten.

F:
- Fantômas. Gaumont Columbia Tristar Home Video, 20. März 2000, Region 2/PAL, 2 DVD, nur frz. Zwischentitel, 335 Minuten. UPC 3-333297-870658. Restaurierung von Gaumont und Cinématheque française 1998. Grundlage der brit. DVD.
- Fantômas. A l’ombre de la guillotine